# GPR40作動薬
GPR40作動薬(G protein-coupled receptor 40 agonist)は、膵臓のランゲルハンス島のβ細胞に発現するG蛋白共役受容体の1つであるGRP40を刺激して血糖値を降下させる経口血糖降下薬。血中のグルコース濃度に依存的に作用してインスリンの分泌を促進させる。低血糖のリスクが少なく、期待の新薬として開発されたが承認に至った製薬メーカーは2017年現在ない。

## 作用機序
GRP40は膵β細胞の細胞膜に特異的に多く発現している。作動させるリガンドは炭素数12-22の脂肪酸であり、リガンドが結合してGRP40が活性化されるとインスリン分泌が増強される。作用機序には未解明な部分が多いが、グルコースやSU薬などとは別の経路で細胞内カルシウム濃度を高め、インスリンを分泌が促進されると考えられている。ただし膵β細胞内カルシウム濃度上昇のみでは、血糖濃度依存性にインスリン分泌が調節される説明が出来ず、別の調節機序が関与している可能性が示唆されている。血糖降下効果は比較的強く、SU剤同等とされている。低血糖、体重増加、浮腫、消化器症状等の、従来の糖尿病治療薬にありがちな副作用は認められず、体重の増減にも薬効は影響されない（体重が落ちると効果が減弱するということはないという意味）。

## 対象患者
投与対象となる患者はDPP-4阻害薬の投与が考慮される患者と重複する。DPP-4阻害薬との併用も有効であろうと考えられている。ただし、1型糖尿病や2型糖尿病で発症後長期間経過したような膵β細胞の機能が大きく損なわれている症例ではGPR40作動薬の効果は見込めない可能性も指摘されている。

## 開発
イーライリリー（LY2881835）やアムジェン（AMG-837，AMG-1638）も開発を試みたが、いずれも開発中止となっている。
武田薬品工業は、開発コードTAK-875（商品名ファシグリファム:Fasiglifam）として自社開発を行っていた。ファシグリファムはGRP40に結合する低分子化合物としてデザインされた。第3相臨床試験で日米欧の多施設共同ランダム化比二重盲検較試験で食事療法や運動療法を実施しても血糖コントロールが不十分な2型糖尿病患者192人に対してTAK-875を投与したところ、投与量およびベースラインのヘモグロビンA1c値によって-0.75から-1.4％のヘモグロビンA1cの低下を認めた。6.25mgから200mgまでの6段階の容量で臨床試験が行われたが、低血糖を含めた有害事象発現率はプラセボ群と同程度であったとされ、最初に認可されるGPR40作動薬として期待された。しかし2013年12月、海外での臨床試験にて肝障害の副作用が指摘され、自主的に開発中止となった。武田薬品工業は、ファシグリファムをアクトス、ネシーナに続く待望の糖尿病領域の新薬として期待していたが、この開発中止によって糖尿病領域からの撤退を決め、消化器、癌、精神神経の3領域に経営資源を集中することなった。
日本たばこ産業（JT）も開発コードJTT-851として臨床試験を進めていた。日本などの国で第2相臨床試験を終えていたが、2017年2月に第3相臨床試験は行わずそのまま開発中止することを決定した（中止理由は開示されていない）。